# Svartsjön (Undenäs socken, Västergötland, 651122-143231)
Svartsjön är en sjö i Karlsborgs kommun i Västergötland och ingår i Motala ströms huvudavrinningsområde. Svartsjön ligger i Tiveden Natura 2000-område.